# Carlo Saraceni
Carlo Saraceni (Venecia h. 1570- Venecia, 16 de junio de 1620) fue un pintor italiano del primer barroco, adscrito al caravaggismo.
Aunque nació en Venecia, sus pinturas son de un estilo más romano; se trasladó a Roma en 1598, uniéndose a la Accademia di san Luca en 1607. Nunca visitó Francia, a pesar de que hablaba un francés fluido y tuvo seguidores franceses, así como un vestuario francés. Sus pinturas, sin embargo, estaban influidas en principio por el paisaje densamente boscoso con figuras humanas del pintor alemán (residente en Roma) Adam Elsheimer. En formatos análogos a los de Elsheimer hizo Saraceni seis paisajes que ilustraban El vuelo de Ícaro (Museo di Capodimonte, Nápoles); en Moisés y las hijas de Jethro (National Gallery, Londres)  y Marte y Venus (Museo de Arte de São Paulo) .

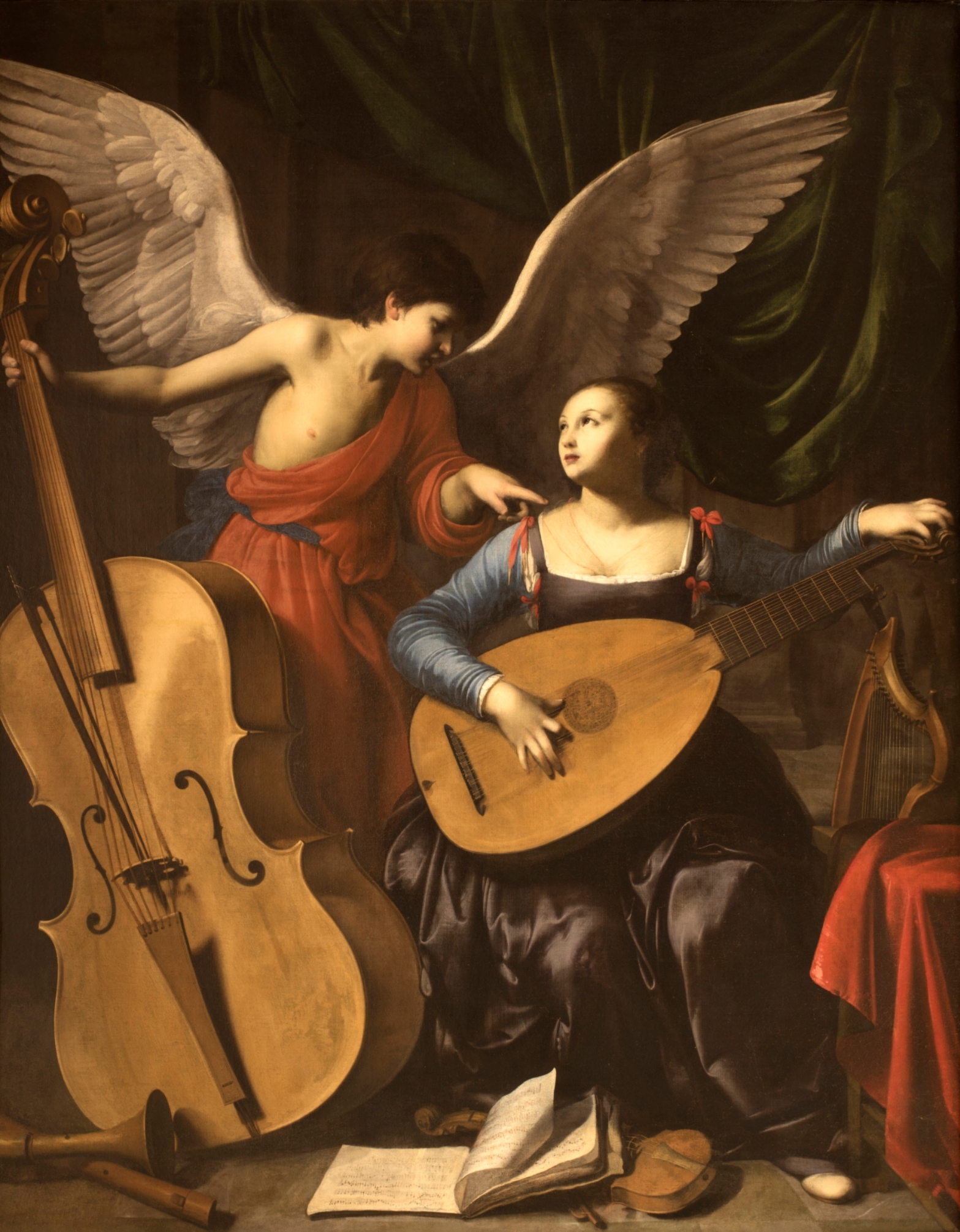
Santa Cecilia y el ángel, h. 1610 (Galleria Nazionale d'Arte Antica, Roma).

Cuando la famosa Muerte de la Virgen de Caravaggio (hoy en el Museo del Louvre), fue rechazada en 1606 por la iglesia de Santa Maria della Scala, fue Saraceni quien realizó un sustituto apropiado, que permanece allí. Fue influido por la dramática iluminación de Caravaggio, sus figuras monumentales, detalles naturalístico, de manera que se cuenta entre los primeros "tenebristas" o "caravaggistas". Su obra, con una vela distintivamente caravaggesca Judith y la cabeza de Holofernes está en el Dayton Art Institute 
Saraceni maduró rápidamente entre 1606 y 1610. Su carrera plenamente madura se desarrolla en la década posterior a 1610. En 1616–17 colaboró con los frescos para la Sala Regia en el Palazzo Quirinale, Roma. En 1618 recibió pago por dos pinturas en la iglesia de S. Maria dell' Anima. Detalles compositivos de su fresco del Nacimiento de la Virgen en la Capilla de la Anunciación, S. Maria in Aquiro están repetidos en un panel que se conserva en el Louvre 
En 1620 regresó a Venecia, donde murió ese mismo año.

## Obra
- Venus y Marte, cerca de 1600, Museo Thyssen-Bornemisza.
- Descanso en la huida a Egipto, 1606 (Eremo dei Camaldoli, Frascati)
- Madonna y Niño con Santa Ana pintada para la iglesia de San Simeone Profeta, 1610 (Galleria Nazionale d'Arte Antica, Roma)
- Autoridad papal (J. Paul Getty Museum) Boceto preparatorio a la tiza para un fresco alegórico.
- Visión de san Francisco Alte Pinakothek, Múnich
- Ángel y santa Cecilia (Galleria Nazionale d'Arte Antica, Roma) Atribuido a Saraceni
- El martirio de santa Cecilia (LACMA)
- Natividad (Residenzgalerie, Salzburgo)

Pueden verse obras de Saraceni en la iglesia romana de San Lorenzo in Lucina.

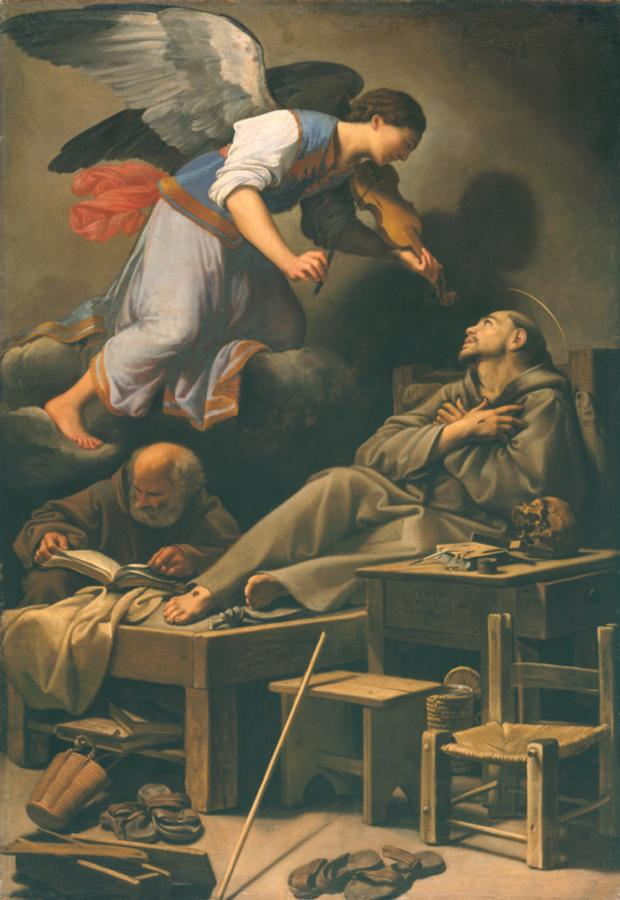
Visión de san Francisco
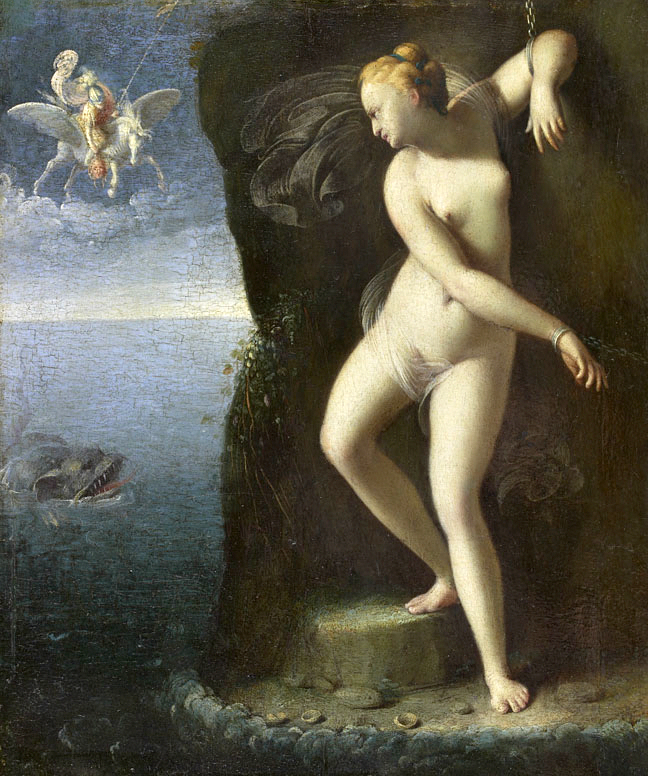
Andrómeda
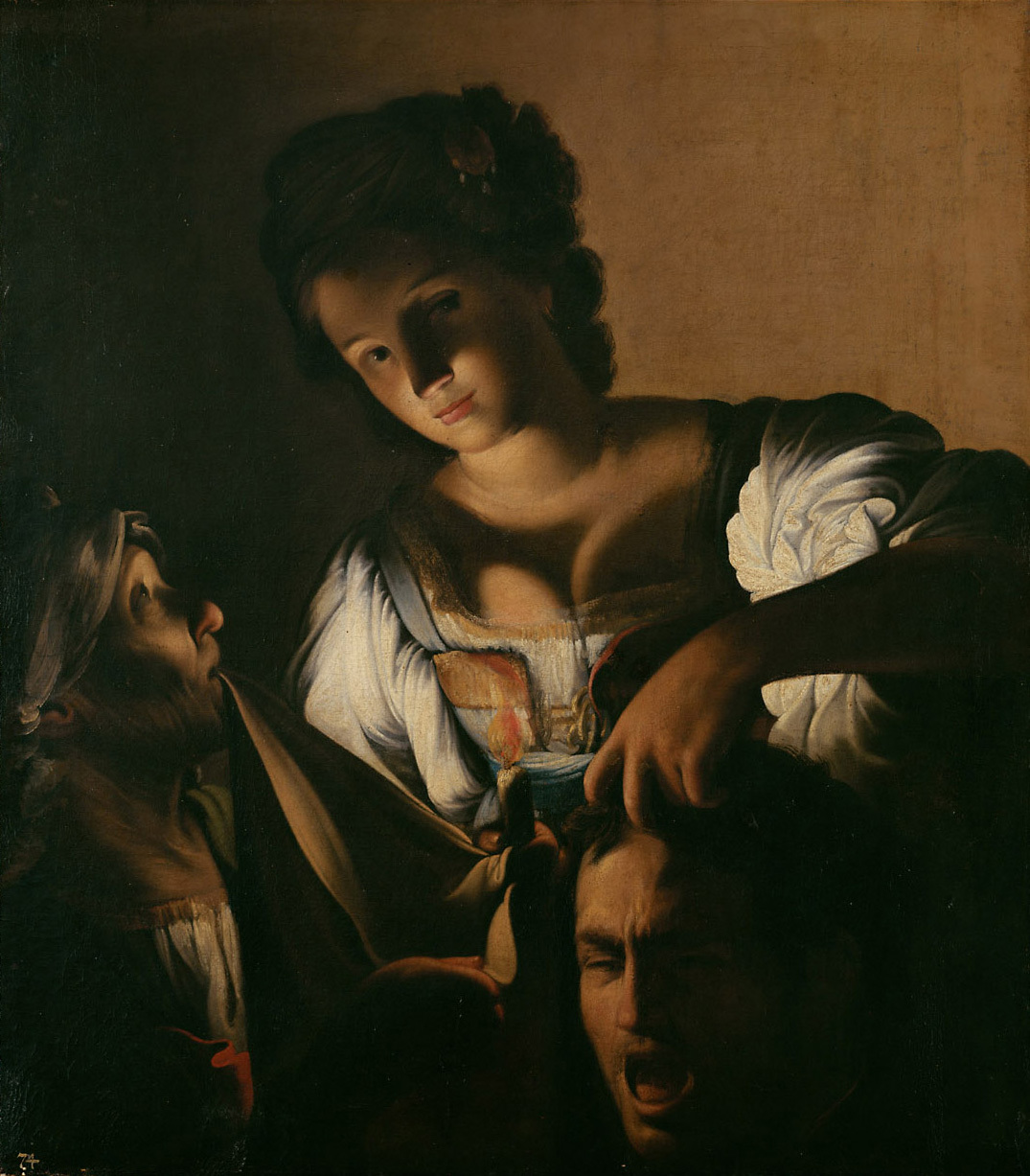
Judith con la cabeza de Holofernes